# Vicious (Tate McRae)
Vicious è un singolo della cantante canadese Tate McRae con la partecipazione del rapper statunitense Lil Mosey, pubblicato il 19 giugno 2020 dall'etichetta discografica RCA Records.

## Tracce
1. Vicious – 3:04